# Regie Palabrica
Regie Palabrica (ur. 4 maja 1974) – filipiński bokser kategorii junior muszej.

## Kariera zawodowa
Na zawodowym ringu zadebiutował 8 stycznia 1995 roku w swojej ojczyźnie, pokonując przez techniczny nokaut w drugiej rundzie Darwina Cantona. Był zawodowcem zaledwie do roku 1998. Karierę zakończył z bilansem 16 zwycięstw, 11 porażek i 1 remisem. W swojej karierze walczył m.in. z dwoma mistrzami świata, Masibulelą Makepulą oraz Choi Yo-samem.